# Nogáj járás

A Nogáj járás Karacsáj- és Cserkeszföldön

A Nogáj járás (oroszul Ногайский район, nogaj nyelven Ногай районы) Oroszország egyik járása Karacsáj- és Cserkeszföldön. Székhelye Erken-Sahar.

## Népesség
- 2010-ben 15 659 lakosa volt, melyből 11 851 nogaj (76,7%), 1 923 orosz (12,4%), 474 cserkesz (3,1%), 267 abaz (1,7%), 162 karacsáj (1%).

2007 óta önálló járás, korábban az Adige-habli járás része volt.